# Pfarrkirche Lichtenegg (Niederösterreich)

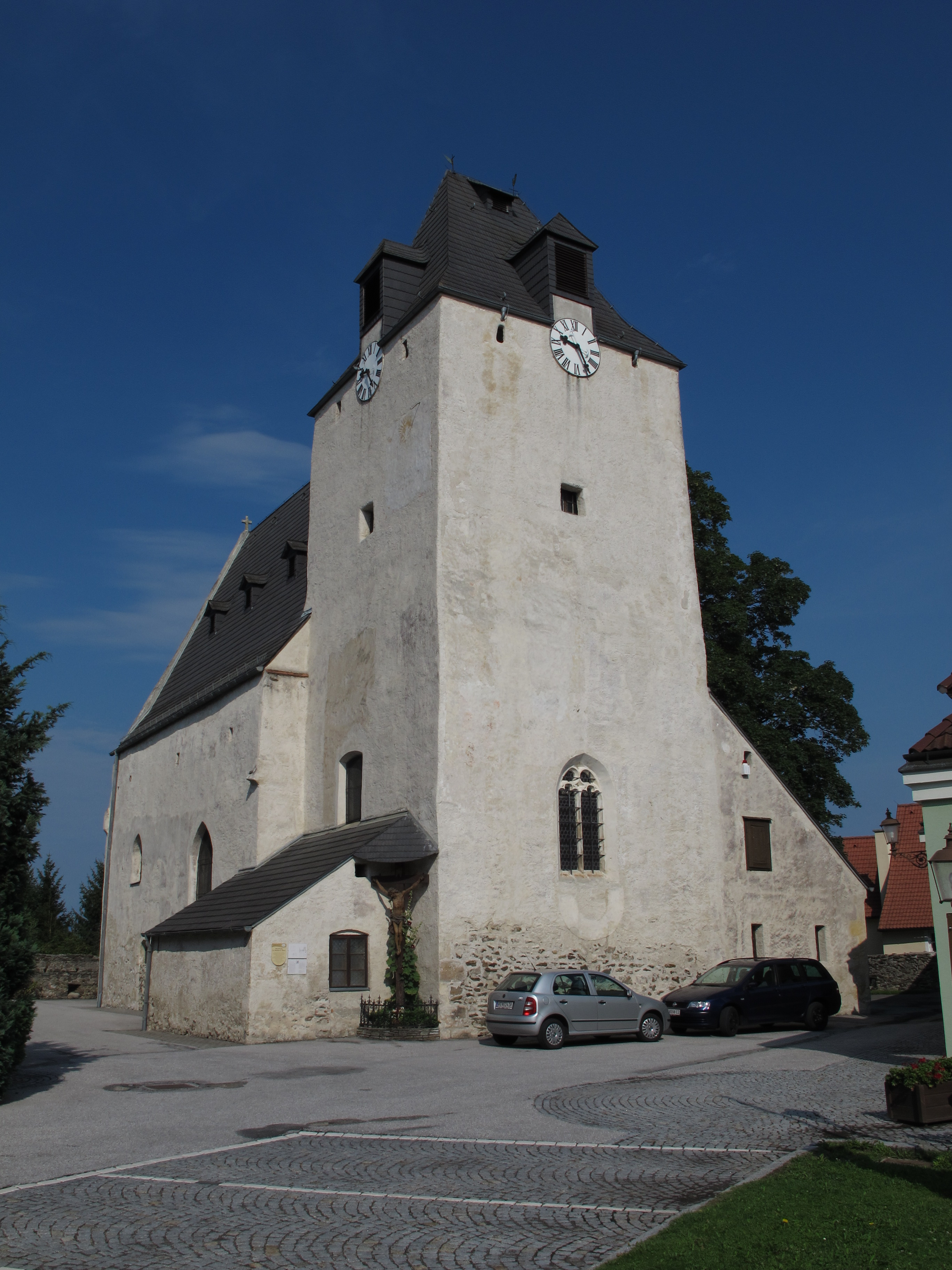
Katholische Pfarrkirche hl. Jakobus der Ältere im Kirchhof in Lichtenegg

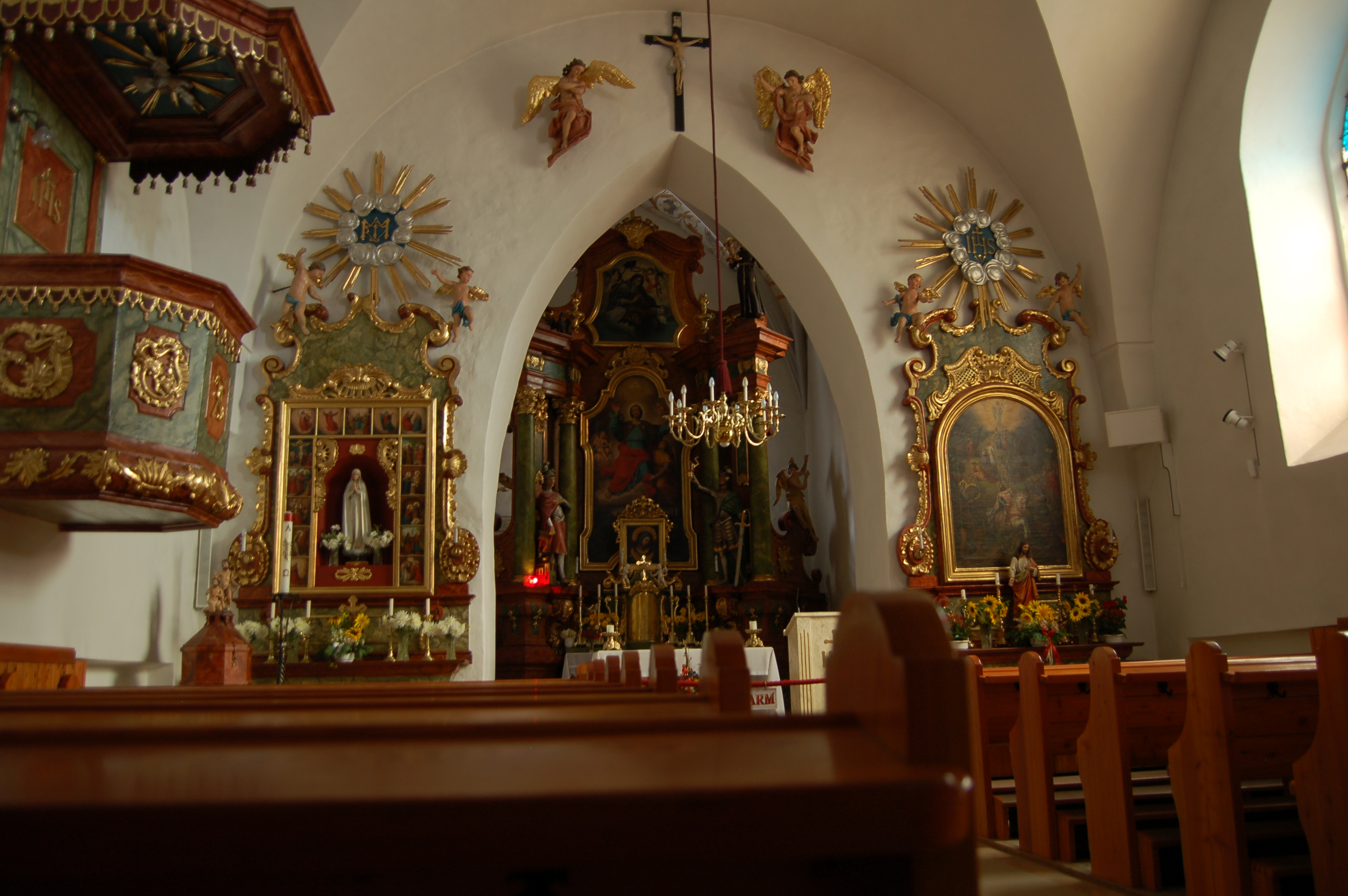
Im Langhaus zum Chor mit dem Hochaltar

Die Pfarrkirche Lichtenegg steht leicht erhöht westlich der Hauptstraße in der Ortsmitte der Gemeinde Lichtenegg im Bezirk Wiener Neustadt-Land in Niederösterreich. Die auf den Heiligen Jakobus der Ältere geweihte römisch-katholische Pfarrkirche gehört zum Dekanat Kirchschlag im Vikariat Unter dem Wienerwald der Erzdiözese Wien. Die ehemalige Wehrkirche steht unter Denkmalschutz (Listeneintrag).

## Geschichte
Um 1250 wurde eine Pfarre genannt. 1282 wurde urkundlich der Vikar Ulrich genannt. 1336 wurde über Konflikte um Zehente der Kirche berichtet, von 1444 bis 1446 wurde ohne Erfolg von Kaiser Friedrich III. ein Zehentstreit für die St. Georgskirche in Wiener Neustadt geführt, der Zehentstreit dauerte bis 1817. Der Kirchhof wurde bis 1828 als Friedhof genutzt.
Ein erster Kirchenbau erfolgte vor 1282. Das Chorquadrat wurde in der ersten Hälfte des 13. Jahrhunderts erbaut, hierbei ist ein romanischer Verschlussmörtel mit Kellenstrich erhalten. Das Langhaus entstand im Kern wohl in der ersten Hälfte des 13. Jahrhunderts. Die Wandmalerei des Chores entstand um 1400. Im Anfang des 15. Jahrhunderts erfolgte ein Ausbau der Kirche zu einer Wehrkirche, der Kirchturm wurde erhöht, die Kirche erhielt über dem Langhaus ein Wehrgeschoß, dazu wurde das Dachwerk erneuert und dendrochronologisch mit 1405 datiert. Der Chor wurde im dritten Drittel des 15. Jahrhunderts eingewölbt.
Der Dachstuhl wurde 1638 ausgebessert. 1953 wurden Wandmalereien aufgedeckt und restauriert. 1973 war eine Restaurierung.

## Architektur
Die massive im Kern romanische Wehrkirchenanlage mit einem gedrungenen quadratischen Chorturm steht in einem annähernd quadratischen, teils mit Wehrmauern versehenen Kirchhof.

## Ausstattung
Der Hochaltar aus 1745 ist ein Säulenretabel, leicht geschwungen mit einem vorgestellten Säulenpaar, mit einem verkröpften Gesims und Opfergangsportalen mit großen Engelsfiguren. Das Hochaltarblatt hl. Jakobus der Ältere malte Josef Keßler (1881) und trägt eine Renovierungsnennung mit 1908. Der Auszug zeigt das Bild hl. Johannes Nepomuk mit zwei Engeln. Der Altar trägt flankierend die Statuen Florian und Donatus und seitlich des Auszuges die Statuen Johannes Evangelist und Antonius von Padua. Die Gnadenmadonna als barocke Kopie stammt aus Wien-Döbling. Die Orgel aus 1895 mit 10 Registern stammt von Albert Mauracher.